# NSB Di 4
Тепловоз NSB Di 4 — тепловоз, що випускався в 1980 році за замовленням Norges Statsbaner заводом Henschel-Werke.
Тепловоз проектувався на основі конструкції DSB Class ME для водіння пасажирських поїздів на неелектрифікованих ділянках (в основному на Nordland Line, що з'єднує Тронхейм і Буде).
На зміну тепловозам NSB Di 4 повинні були прийти тепловози NSB Di 6, однак цього не сталося.